# 小口弓鱼
小口弓鱼（学名：Racoma microstomus）为鲤科弓鱼属的鱼类，是中国的特有物种。分布于沪沽湖等。该物种的模式产地在沪沽湖。

## 扩展阅读
維基物種上的相關：小口弓鱼